# Poliakovce
Poliakovce es un municipio del distrito de Bardejov en la región de Prešov, Eslovaquia, con una población estimada a final del año 2024 de 378 habitantes.
Se encuentra ubicado en el centro-norte de la región, cerca del río Topľa (cuenca hidrográfica del río Tisza) y de la frontera con Polonia.

## Demografía
| Año        | 1994 | 2004    | 2014    | 2024    |
| ---------- | ---- | ------- | ------- | ------- |
| Población  | 397  | 372     | 368     | 378     |
| Diferencia |      | −6,29 % | −1,07 % | +2,71 % |

| Año        | 2023 | 2024 |
| ---------- | ---- | ---- |
| Población  | 378  | 378  |
| Diferencia |      | +0 % |